# Aplu

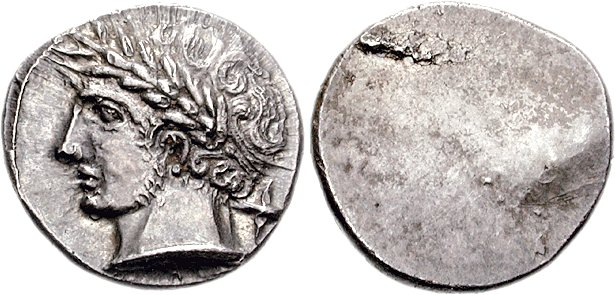
Aplu na minci ze 3. století př. n. l.

Aplu či Apulu je etruský bůh. Jeho jméno i další rysy vychází z řeckého Apollóna.
Je bohem věštění, hudby, léčení a ničení. Byl zobrazován jako pohledný mladík se snítkami vavřínu a vavřínovou korunou, kitharou či lyrou a lukem a šípy. Je synem Letun (Létó) a bratrem Aritimi (Artemis). V etruském umění se objevuje například na zrcadlech se svou sestrou či nymfou, pohřebních urnách nebo na terakotové soše z chrámu ve Vejích.